# Grekland i Eurovision Song Contest 2013
Grekland kommer att delta i Eurovision Song Contest 2013 i Malmö i Sverige. De kommer att representeras av Koza Mostra och Agathonas Iakovidis med låten "Alcohol Is Free".

## Uttagning

### Inför
Den 13 november 2012 bekräftade ERT sitt deltagande i tävlingen år 2013. Precis som förra året betalades alla kostnader av privata sponsorer. Den 29 november rapporterades det att Grekland kunde komma att dra sig ur tävlingen år 2013 då man inte lyckats hitta tillräckligt med sponsorer. Den 21 december 2012 publicerade dock EBU den officiella listan över deltagande länder för nästa års tävling och där fanns Grekland med.

### Nationell final
Den 15 januari 2013 rapporterades det att ERT för första gången någonsin inte själva skulle hålla i uttagningen och dagen därpå bekräftades samarbetet med den privata kanalen MAD TV som istället skulle utse landets bidrag genom en nationell final. MAD TV kom att stå för alla kostnader både för uttagningsfinalen och för ESC-projektet i Malmö.
Uttagningen bestod av fyra bidrag av olika musik genrer och kom att hållas den 18 februari 2013 i Gazi Music Hall i huvudstaden Aten. Den 21 januari avslöjade MAD TV namnen på de fyra artster som skulle tävla i den nationella uttagningsfinalen. Man meddelade också att en presskonferens skulle hållas under den första veckan i februari för att presentera artisterna och deras låtar, samt ge det säkra datumet för finalen, då det tidigare sagts att den skulle hålla den 19 eller 21 februari. Den 30 januari meddelade ERT att presskonferensen skulle hållas den 4 februari i Shamone Club i Aten och att de videor som spelats in under veckan för vart och ett av bidragen skulle visas under presentationen av bidragen. Den 1 februari rapporterades det att presskonferensen flyttats fram på grund av strejk. Det mest troliga nya datumet var den 6 februari, vilket bekräftades av MAD TV den 4 februari. Presskonferensen kom inte att sändas live men bidragens videor började visas på ERT och MAD TV efteråt.
Rykten cirkulerade inför finalen om att Yiorgos Kapoutzidis och Despina Vandi skulle vara programledare. Den 5 februari bekräftades det att ryktena var sanna.
Inför finalen sändes ett speciellt TV-program på MAD TV den 9 februari. Programmet innehöll Eurovision Song Contests historia samt visade några av de mest minnsevärda grekiska bidragen i ESC genom tiderna.

#### Gästartister
Den 30 januari avslöjades det att fem tidigare vinnare av Eurovision Song Contest skulle gästa den grekiska nationella finalen. De skulle alla fem framföra en duett var tillsammans med en känd grekisk artist. Alexander Rybak som vann 2009 för Norge framträdde tillsammans med Kostas Martakis, Ruslana som vann 2004 för Ukraina framträdde tillsammans med Eleni Foureira, Dima Bilan som vann 2008 för Ryssland framträdde tillsammans med den populära nya unga sångerskan Demy, och Marija Šerifović som vann 2007 för Serbien framträdde tillsammans med Vegas. Helena Paparizou som vann 2005 för Grekland skulle ha framträtt tillsammans med Melisses, men detta ändrades till att Paparizou istället framförde låten "Après toi" tillsammans med Vicky Leandros.
Under finalen framträdde även Eleftheria Eleftheriou som hade vunnit den grekiska uttagningen året innan och därmed representerat landet vid Eurovision Song Contest 2012, samt Ivi Adamou som representerade Cypern, även det år 2012.

#### Resultat
| Nr | Artist                                | Sång                    | Låtskrivare                                   | Tele (50%) | Jury (50%) | Total (100%) | Plats |
| -- | ------------------------------------- | ----------------------- | --------------------------------------------- | ---------- | ---------- | ------------ | ----- |
| 01 | Thomai Apergi                         | "One Last Kiss"         | Giorgos Gekas (m), Aris Nikolakopoulos (t)    | 12.03      | 11.51      | 23.54        | 3     |
| 02 | Alex Leon feat. Giorgina              | "Angel"                 | Alex Leon (m/t), Riskykidd (t)                | 9.54       | 15.08      | 24.61        | 2     |
| 03 | Koza Mostra feat. Agathonas Iakovidis | "Alcohol Is Free"       | Elias Kozas (m), Stathis Pahidis (t)          | 20.45      | 16.27      | 36.72        | 1     |
| 04 | Aggeliki Iliadi                       | "Hilies Kai Mia Nihtes" | Kiriakos Papadopoulos (m), Elias Filippou (t) | 7.98       | 7.14       | 15.13        | 4     |

## Vid Eurovision
Grekland har lottats till att framföra sitt bidrag i den andra halvan av den andra semifinalen den 16 maj 2013 i Malmö Arena.